# Coordenades generalitzades
Les coordenades generalitzades són qualsevol sistema de coordenades utilitzat per a l'anàlisi d'un sistema físic. Tot i que en alguns problemes poden ser les coordenades espacials habituals (x, y, z), és més habitual que siguin un conjunt de variables qualsevol que determinin unívocament l'estat del sistema.
És d'especial utilitat en la formulació lagrangiana i la formulació hamiltoniana. El terme «generalitzades» prové del temps en què les coordenades cartesianes eren el sistema de coordenades estàndard. Un sistema físic amb n graus de llibertat pot ser descrit completament pel conjunt de les n coordenades generalitzades, {qi}. L'estat del sistema pot ser descrit totalment per aquest conjunt si i només si totes les qi són coordenades independents. Això aporta una gran flexibilitat en el tractament de sistemes de gran complexitat, al poder treballar en el sistema de coordenades més idoni.

## Alguns exemples
Un pèndol doble que es mou en un pla pot ser descrit per les coordenades cartesianes {\displaystyle \lbrace x_{1},y_{1},x_{2},y_{2}\rbrace }. Malgrat això, sabem que el sistema només té dos graus de llibertat i que per tant pot ser descrit més eficientment per dues coordenades:
{\displaystyle \lbrace q_{1},q_{2}\rbrace =\lbrace \theta _{1},\theta _{2}\rbrace \,},
definits mitjançant les següents relacions:
{\displaystyle \lbrace x_{1},y_{1}\rbrace =\lbrace l_{1}\cos \theta _{1},l_{1}\sin \theta _{1}\rbrace \,}
{\displaystyle \lbrace x_{2},y_{2}\rbrace =\lbrace l_{1}\cos \theta _{1},l_{1}\sin \theta _{1}\rbrace \,}
En el cas del moviment restringit sobre una superfície esfèrica també tenim dos graus de llibertat. En aquest cas podem fer servir dos angles, els corresponents a les coordenades esfèriques:
{\displaystyle \lbrace q_{1},q_{2}\rbrace =\lbrace \theta ,\phi \rbrace \,},
En el cas de la superfície terrestre aquestes s'anomenen longitud i latitud.

## Velocitats generalitzades
Cada coordenada generalitzada està associada a una velocitat generalitzada, qi, que es defineix com:
{\displaystyle {\dot {q}}_{i}={dq_{i} \over dt}\,}